# Тотино, Сальваторе
Сальваторе Тотино A.S.C. (англ. Salvatore Totino; род. 2 ноября 1964, Бруклин, Нью-Йорк, США) — американский кинооператор итальянского происхождения.

## Биография
Родился 2 ноября 1964 года в семье итальянских иммигрантов. Учился в Нью-Йоркском технологическом университете. Его первой операторской работой стал клип 1994 года «What’s the Frequency, Kenneth?» рок-группы R.E.M.. В полнометражном кино дебютировал на съёмках фильма 1999 года «Каждое воскресенье» режиссёра Оливера Стоуна. В 2006 году получил приглашение присоединиться к AMPAS. Является членом Американского общества кинооператоров с 2007 года, а так же Итальянского общества кинооператоров с 2011 года.

## Фильмография
| Год  | Название                        | Ориг. название         | Примечания |
| ---- | ------------------------------- | ---------------------- | ---------- |
| 2019 | Сборщик налогов                 | The Tax Collector      |            |
| 2018 | Птичий короб                    | Bird Box               |            |
| 2017 | Человек-паук: Возвращение домой | Spider-Man: Homecoming |            |
| 2016 | Инферно                         | Inferno                |            |
| 2015 | Защитник                        | Concussion             |            |
| 2015 | Эверест                         | Everest                |            |
| 2012 | Люди как мы                     | People Like Us         |            |
| 2011 | Дилемма                         | The Dilemma            |            |
| 2009 | Ангелы и демоны                 | Angels & Demons        |            |
| 2008 | Фрост против Никсона            | Frost/Nixon            |            |
| 2006 | Код да Винчи                    | The Da Vinci Code      |            |
| 2005 | Нокдаун                         | Cinderella Man         |            |
| 2003 | Последний рейд                  | The Missing            |            |
| 2002 | В чужом ряду                    | Changing Lanes         |            |
| 1999 | Каждое воскресенье              | Any Given Sunday       |            |